# 구미산
구미산(龜尾山)은 대한민국 경상북도 경주시 건천읍과 서면, 현곡면에 걸쳐있는 산이다. 이 근처에는 구미산 기슭에 자리잡은 동학의 발상지이다.

## 같이 보기
- 한국의 산
- 최제우
- 용담정